# Nottetempo, casa per casa
Nottetempo, casa per casa  è un romanzo dell’autore italiano Vincenzo Consolo pubblicato nel 1992.
Il libro ha vinto il Premio Strega lo stesso anno.

## Trama
Il libro ha una trama frammentaria: i vari episodi che lo compongono sono trattati in dodici distinti capitoli, ciascuno con un proprio titolo e una citazione letteraria in apertura, che sono assimilabili a stazioni della Via Crucis.

### Capitolo I:Male catubbo
In una notte di luna piena, un luponario si aggira per il paese in preda al suo delirio, seguito dal figlio, il giovane Petro Marano, finché all'alba non si calma.

### Capitolo II:L'apparizione
Un giorno, arriva a Cefalù l'occultista inglese Aleister Crowley con la sua pletora di seguaci, che s'installano in una villa dalla fama sinistra fuori città. La loro apparizione suscita sconcerto nella maggioranza degli abitanti.

### Capitolo III:Don Nené
Il barone don Nené Cìcio, impenitente scapolo quarantenne ammiratore di D'Annunzio, è incuriosito dall'arrivo del gruppo di stranieri e decide di recarsi alla loro residenza per una visita di benvenuto.

### Capitolo IV:La torre
Petro Marano vaga per Palermo, in balia di tristi pensieri: oltre che dalla sua situazione personale, è angustiato dal ricovero della sorella Lucia in una clinica privata per turbe psichiche, e dai cattivi rapporti col barone Cìcio, per questioni di eredità. S'imbatte in un corteo di lavoratori e rimane affascinato dai loro slogan.
La sorella, riportata a Cefalù dopo che sembrava essere migliorata, tenta il suicidio ingerendo del sublimato.

### Capitolo V:Il capretto
Petro incontra il suo amico d'infanzia Sebastiano Castiglia detto Janu, di professione pastore, che gli rivela di desiderare ancora Lucia. Petro gli risponde che sua sorella è ormai irraggiungibile da entrambi a causa della pazzia.

### Capitolo VI:La Calura
Mentre rimugina sulle parole di Petro, Janu nota una giovane donna dai capelli biondi, interamente nuda, legata a uno scoglio in riva al mare. È Cypris, un'adepta di Crowley, che dopo essere stata liberata lo invita a consumare un rapporto sessuale. Janu non ci pensa sue volte; sopraggiungono poi Crowley con altre donne della sua setta, che notando la prestanza virile del pastore lo invitano ad unirsi ai loro riti orgiastici.

### Capitolo VII:La Grande Bestia 666
Durante un rito alla villa affittata da Crowley, ribattezzata l'Abbazia di Thélème, il capo della setta è in preda al delirio causato dall'uso di droghe, dal suono ossessivo dei tamburi e dall'eccitazione sessuale. Troppo tardi egli e la sua concubina Leah si accorgono che la loro figlioletta di pochi giorni, chiamata Poupée, è morta.

### Capitolo VIII:Le donne
Petro, andato in città, è trascinato dall'amico Cicco Paolo Miceli, fervente socialista, ad una manifestazione sindacale, nella quale vengono ricordati anche gli sforzi delle donne lavoratrici. I manifestanti sono però dispersi dagli scagnozzi dei proprietari terrieri, danneggiati dallo sciopero indetto per quel giorno. Petro e Cicco ricevono anch'essi delle bastonate.

### Capitolo IX:La Cerda
Arriva a Cefalù Gandolfo Allegra, venditore ambulante di scarpe e di pubblicazioni socialiste; queste non riscuotono scarsissimo successo. Sulla via del ritorno s'imbatte, ai tornanti della Cerda, nella corsa automobilistica della Targa Florio, nella quale l'automobile del barone Cìcio si ribalta, ma il suo pilota rimane illeso.

### Capitolo X:Pasqua delle Rose
Petro intrattiene una relazione con Grazia, una giovane del luogo; andandosene da casa sua una mattina presto, gli piglia la voglia di fare il bagno con gli animali che sono portati al mare per la vigilia dell'Ascensione, una pratica della medicina popolare. Lì incontra Janu, che viene poi arrestato con l'accusa di abigeato.
Crowley, vestito da gentiluomo in vacanza, fa una passeggiata per Cefalù ed entra nella cattedrale mentre è in corso una funzione; tornato a Thélème, vi trova i carabinieri.

### Capitolo XI:L'oltraggio
Di ritorno da Palermo, dove è stato sentito dall'autorità giudiziaria insieme col Miceli a causa degli scontri di piazza, Petro scopre che in sua assenza sono venuti i servitori del barone a minacciare i suoi famigliari. Il barone infatti si sta schierando con le nascenti forze fasciste per tentare di recuperare l'eredità che ritiene in suo diritto di reclamare.

### Capitolo XII:La fuga
Dopo aver progettato un attentato alla casa del suo nemico barone, Petro fugge a Palermo da dove s'imbarca per Tunisi con un documento falso. Al porto e sulla nave incontra diversi personaggi di fede socialista o anarchica e matura la decisione di usare la scrittura per esprimere il proprio malessere interiore e la speranza in un'Italia migliore.

## Edizioni
- Vincenzo Consolo, Nottetempo, casa per casa, Scrittori italiani, Milano, Mondadori, 1992, ISBN 9788804434344. Ospitato su archive.org.
- Vincenzo Consolo, Nottetempo, casa per casa, collana I grandi premi letterari italiani: I premi Strega 92, Milano, Club degli Editori, 1993.

- Vincenzo Consolo, Nottetempo, casa per casa, Oscar scrittori moderni, Milano, Mondadori, 1994, ISBN 8804378115.
- Vincenzo Consolo, Nottetempo, casa per casa, collezione Premio Strega, Torino, UTET, 2007, ISBN 8802075816.